# 183294 Langbroek
183294 Langbroek este un asteroid din centura principală de asteroizi.

## Descriere
183294 Langbroek este un asteroid din centura principală de asteroizi. A fost descoperit pe 9 octombrie 2002 la Observatorul Palomar în cadrul programului NEAT. Asteroidul prezintă o orbită caracterizată de o semiaxă mare de 3,04 ua, o excentricitate de 0,11 și o înclinație de 6,3° în raport cu ecliptica.